# Hum Aapke Hain Koun
Hum Aapke Hain Koun..! (hindi हम आपके हैं कौन, urdu ہم آپ کے تیں کون, tłumaczenie: Kim jestem dla ciebie?, nazwa skrócona HAHK) – film z 1994 roku wyreżyserowany przez Sooraja R. Barjatyę i jeden z największych sukcesów filmów rodem z Bollywood.
Film opowiada historię dwóch indyjskich rodzin i relacji pomiędzy nimi. Słynny z barwnego przedstawienia ceremonii ślubnej Marwari. Wyjątkowo długą ścieżkę dźwiękową tego filmu zawierającą 14 piosenek skomponował Raam Lakshaman. Występują w nim Salman Khan i Madhuri Dixit, dwie z głównych gwiazd kina Bollywood lat 90. HAHK wywarł wpływ na młodych filmowców takich jak Aditya Chopra i Karan Johar. Wersja w języku telugu nosi nazwę Premalayam i uzyskała srebrny jubileusz nieprzerwanego czasu wyświetlania (175 dni) w Tollywood.

## Obsada
- Salman Khan jako Prem
- Madhuri Dixit jako Nisha Choudhury
- Mohnish Behl jako Rajesh
- Renuka Shahane jako Pooja Choudhury
- Anupam Kher jako Prof. Siddharth Choudhury
- Reema Lagoo jako Mrs. Choudhury (jako Rima)
- Alok Nath jako Kailashnath (wujek podobny do ojca Prema)
- Bindu jako Ciotka
- Ajit Vachani jako mąż Ciotki (jako Ajit Vachhani)
- Satish Shah jako lekarz
- Himani Shivpuri jako Razia (żona lekarza)
- Sahila Chaddha jako Rita
- Dilip Joshi jako Bhola Prasad
- Laxmikant Berde jako Lalloo Prasad
- Priya Arun jako Chanda
- Tuffy jako Tuffy (Pies)

## Fabuła
Opowiada historię dwojga kochanków, Prem (Salman Khan) i Nisha (Madhuri Dixit). Ich starsze rodzeństwo, Rajesh i Pooja pobiera się. Prem i Nisha powoli się w sobie zakochują. Prem mówi szwagierce, o tym że kocha Nishę. Zanim Pooja zdąży przekazać komukolwiek tę szczęśliwą wiadomość, spada ze schodów i zabija się. Rajesh ciężko sobie radzi bez żony, a szczególnie trudno przychodzi mu ukoić syna. Rodzice postanawiają wydać Nishę za Rajesha, aby nie czuł się samotny, a chłopiec miał matkę. Nisha omyłkowo się na to zgadza, ponieważ myśli, że chodzi o jej małżeństwo z Premem. Kiedy odkrywa prawdę, prosi Prema, aby o niej zapomniał. Rajesh dowiaduje się, o ich miłości i usuwa się na bok, aby młodszy brat mógł poślubić swoją ukochaną.
Jest to nowa wersja indyjskiego filmu z 1982 w reżyserii Nadiya Ke Paar wyprodukowanego również przez Rajshri Productions.

## Dochody
To prawdopodobnie najbardziej dochodowa produkcja indyjskiego przemysłu filmowego. Nakręcony z budżetem około 60 milionów rupii, przyniósł 650 milionów rupii w Indiach i ponad 150 milionów za granicą. Źródło:BoxOfficeIndia.Com. Wyniki krajowe zostały pobite 7 lat później przez Ek Prem Katha w 2001.
Gdyby wyniki te uaktualnić o czynnik inflacji do roku 2006, HAHK przyniósł ponad 1,5 mld rupii na całym świecie.